# حاجی‌علی‌لار، گدابیگ
حاجی‌علی‌لار (به لاتین: Hacıalılar) یک منطقه مسکونی در جمهوری آذربایجان است که در شهرستان گدابیگ واقع شده است. حاجی‌علی‌لار ۲۰۵ نفر جمعیت دارد.